# Giacomo Barozzi di San Moisè

Stemma Barozzi

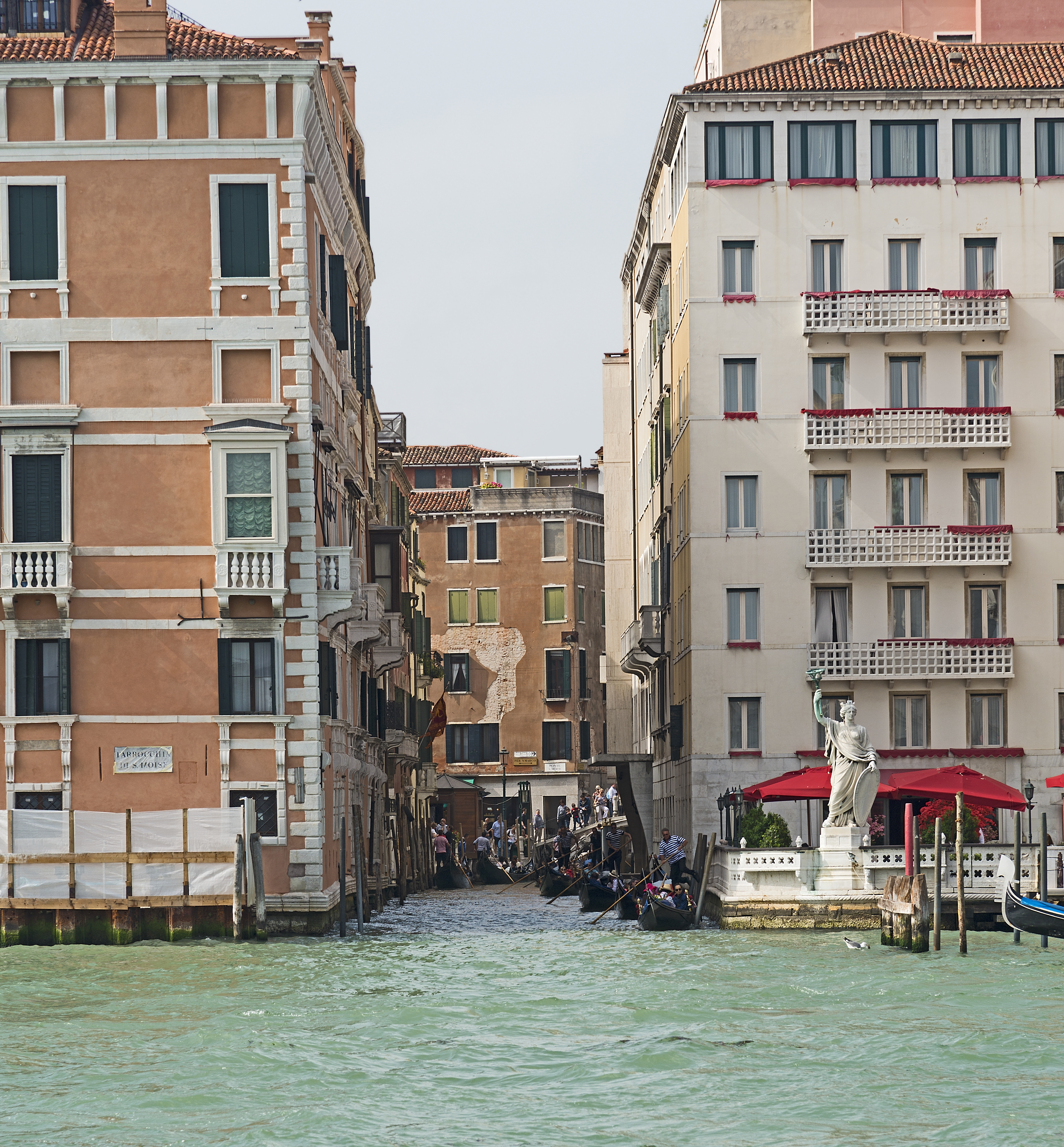
Rio di San Moise, Venezia, luogo di nascita di Iacopo Barozzi

Giacomo Barozzi, anche Jacopo o Iacopo I Barozzi (Venezia, ... – 1245), è stato un nobile e mercante italiano, signore di Santorini e duca di Candia.

## Biografia
Veneziano della contrada di San Moisè dove vivono vari rami della famiglia nel periodo in cui nasce Giacomo, da alcuni si riedifica il Palazzo Treves de Bonfili.
Giacomo Barozzi, in seguito alla caduta dell'Impero bizantino nel 1204, riuscì a conquistare le isole nell'arcipelago di Santorini divenendone signore. Il principato e le isole di Santorini e Therasia vennero mantenute dai successori sino a circa la metà del XIV secolo,  riconquistate in un secondo momento nella seconda metà del XIII secolo.
Secondo la tradizione Barozzi avrebbe conquistato le isole nel 1207, partecipando ad una spedizione sotto la guida di Marco Sanudo, organizzata per la conquista dell'arcipelago. Giacomo conquista Santorini e Therasia, e altre terre in Dalmazia, isole di importanza strategica per il commercio veneziano.
L'isola di Santorini assume il suo nome attuale con l'arrivo del veneziano Giacomo. A Giacomo si deve la costruzione del castello di Skaros sull'isola di Santorini nella frazione di Imerovigli.
Pare comunque che la fedeltà del Barozzi a Venezia non sia mai venuta meno, e anzi, anche in considerazione della sua esperienza nelle questioni orientali, nel 1244-45 egli divenne duca di Candia.
Molto famoso nella Venezia del suo tempo, venne eletto barone dagli imperatori di Costantinopoli. Suo fratello Angelo fu patriarca di Grado. Fu padre di Andrea I, signore di Santorini, generale, diplomatico e Bailo di Negroponte, altri figli furono ufficiali e vescovi.
L'ultima notizia del Barozzi risale al 1245; la sua morte deve quindi essere avvenuta poco dopo.